# Entertainment Software Rating Association
Entertainment Software Rating Association (Forkortet ESRA persisk :اسر) er et statsligt computervuderingssystem der bruges i Iran. Spil, der ikke er bedømt anses som ulovlige og kan derfor ikke kan sælges.

## Klasificeringer
| Rating | Beskrivelse                   | Logo |
| ------ | ----------------------------- | ---- |
| +3     | Tilladt for alle              |      |
| +7     | Tilladt for børn over 7 år    |      |
| +12    | Tilladt for børn over 12 år   |      |
| +15    | Tilladt for børn over 15 år   |      |
| +18    | Tilladt for voksne over 18 år |      |